# Filemail
Développé par la société norvégienne Degree Consulting Group, Filemail est un fournisseur de services en ligne spécialisé dans le transfert de fichiers informatiques volumineux. Les fichiers envoyés sont stockés temporairement sur les serveurs de Filemail, tandis que les destinataires reçoivent par courriel un lien de téléchargement.
Dans la version gratuite, le service permet de télécharger en nombre illimité des fichiers allant jusqu’à 50Go, tandis que la version payante, Filemail Pro, n’impose aucune restriction quant à la taille des fichiers. De plus, cette dernière version offre de nombreux services supplémentaires dont l’intégration du service dans un site web personnalisé, un transfert plus rapide des fichiers et l’automatisation de divers processus.

## Fonctionnalité
Le concept de Filemail.com consiste en un transfert indirect de fichiers entre utilisateurs, avec Filemail.com en tant qu'intermédiaire. Il se présente comme une alternative aux transferts de fichiers par des pièces jointes aux courriels (généralement soumis à des limitations de volume), aux sites d'hébergement de fichiers ou aux dispositifs physiques de stockage de données (CD, clé USB, etc.).

## Historique
L'idée de Filemail.com est apparue à l'été de 2007, quand les développeurs Stian Tonaas Fauske et Njal Arne Gjermundshaug se mirent à envisager une alternative à certaines difficultés résultant de l'envoi de fichiers volumineux par courriel ou par des services d'hébergement de fichiers. Le service préconisé permettrait d’envoyer un nombre acceptable de fichiers, dont certains en un seul paquet, aucune condition d'inscription ne serait exigée et l’utilisation du système serait la plus simple possible.
En février 2008, la version bêta de Filemail.com a été lancé, suivie en septembre de la même année par la version stable qui, au moment de son lancement, avait déjà atteint 200 000 utilisateurs. La notoriété rapidement acquise malgré l'absence de publicité a été expliquée par le bouche à oreille et par le fait que chaque destinataire essayant le service devenait un utilisateur potentiel.